# Bethal
Bethal is een plaats met 61.000 inwoners, in de gemeente Govan Mbeki in het district Gert Sibande in de Zuid-Afrikaanse provincie Mpumalanga. Het ligt een kleine 150 kilometer ten oosten van Johannesburg.
De plaatsnaam is een samenstelling van de namen van de vrouwen van de eigenaren van de boerderij Blesbokspruit, Elizabeth du Plooy en Alida Naude. De boerderijen in de directe omgeving van Bethal produceren maïs, zonnebloemenzaad, kafferkoren, rogge en aardappels. Met name om dit laatste gewas staat Bethal bekend en gedurende vele jaren werd in mei het jaarlijkse Nationale Aardappelfestival gehouden. Deze traditie hield in 2007 echter op.

## Subplaatsen
Het nationaal instituut voor de statistiek, Stats SA, deelt sinds de census 2011 deze hoofdplaats in in 5 zogenaamde subplaatsen (sub place), waarvan de grootste zijn:
Bethal SP • Emzinoni Ext 2 • Emzinoni Ext 5.

## Geboren
- Albert M.T. Meyer (27 februari 1922), professor in de wijsbegeerte
- Josia Thugwane (15 april 1971), marathonloper